# District de Kecheng
Le district de Kecheng (柯城区 ; pinyin : Kēchéng Qū) est une subdivision administrative de la province du Zhejiang en Chine. Il est placé sous la juridiction de la ville-préfecture de Quzhou.